# Стариков Сергій Вікторович
Сергій Стариков (рос. Сергей Стариков; нар. 4 грудня 1958, Челябінськ) — радянський хокеїст, що грав на позиції захисника. Грав за збірну команду СРСР.

## Ігрова кар'єра
Професійну хокейну кар'єру розпочав 1976 року.
1989 року був обраний на драфті НХЛ під 152-им номером командою «Нью-Джерсі Девілс».
Протягом професійної клубної ігрової кар'єри, що тривала 18 років, захищав кольори команд «Трактор» (Челябінськ) , ЦСКА (Москва) та «Нью-Джерсі Девілс».
Виступав за збірну СРСР.

## Тренерська кар'єра
З травня по грудень 2008 тренував клуб «Сибір» (Новосибірськ). З жовтня 2009 по березень 2010 асистент головного тренера «Динамо» (Москва). З червня 2010 по жовтень 2011 головний тренер клубу «Барис».

## Досягнення
- Дворазовий олімпійський чемпіон — 1984, 1988.
- Триразовий чемпіон світу — 1979, 1983, 1986.
- Десятиразовий чемпіон СРСР 1980—1989.
- Володар Кубка СРСР  1988.

## Статистика
| Сезон        | Клуб                   | Ліга         | Регулярний сезон | Регулярний сезон | Регулярний сезон | Регулярний сезон | Регулярний сезон | Плей-оф | Плей-оф | Плей-оф | Плей-оф | Плей-оф |
| Сезон        | Клуб                   | Ліга         | І                | Г                | П                | О                | ШХ               | І       | Г       | П       | О       | ШХ      |
| ------------ | ---------------------- | ------------ | ---------------- | ---------------- | ---------------- | ---------------- | ---------------- | ------- | ------- | ------- | ------- | ------- |
| 1976-77      | «Трактор» (Челябінськ) | Вища ліга    | 35               | 2                | 4                | 6                | 28               |         |         |         |         |         |
| 1977-78      | «Трактор» (Челябінськ) | Вища ліга    | 36               | 3                | 5                | 8                | 26               |         |         |         |         |         |
| 1978-79      | «Трактор» (Челябінськ) | Вища ліга    | 44               | 6                | 8                | 14               | 34               |         |         |         |         |         |
| 1979-80      | ЦСКА (Москва)          | Вища ліга    | 39               | 10               | 8                | 18               | 14               |         |         |         |         |         |
| 1980-81      | ЦСКА (Москва)          | Вища ліга    | 0                | 4                | 8                | 12               | 26               |         |         |         |         |         |
| 1981-82      | ЦСКА (Москва)          | Вища ліга    | 41               | 1                | 4                | 5                | 14               |         |         |         |         |         |
| 1982-83      | ЦСКА (Москва)          | Вища ліга    | 44               | 6                | 14               | 20               | 14               |         |         |         |         |         |
| 1983-84      | ЦСКА (Москва)          | Вища ліга    | 44               | 11               | 7                | 18               | 20               |         |         |         |         |         |
| 1984-85      | ЦСКА (Москва)          | Вища ліга    | 40               | 3                | 10               | 13               | 12               |         |         |         |         |         |
| 1985-86      | ЦСКА (Москва)          | Вища ліга    | 37               | 3                | 2                | 5                | 6                |         |         |         |         |         |
| 1986-87      | ЦСКА (Москва)          | Вища ліга    | 34               | 4                | 2                | 6                | 8                |         |         |         |         |         |
| 1987-88      | ЦСКА (Москва)          | Вища ліга    | 38               | 2                | 11               | 13               | 12               |         |         |         |         |         |
| 1988-89      | ЦСКА (Москва)          | Вища ліга    | 30               | 3                | 3                | 6                | 4                |         |         |         |         |         |
| 1989-90      | «Ютіка Девілс»         | АХЛ          | 43               | 8                | 11               | 19               | 14               | 4       | 0       | 3       | 3       | 0       |
| 1989-90      | «Нью-Джерсі Девілс»    | НХЛ          | 16               | 0                | 1                | 1                | 8                | --      | --      | --      | --      | --      |
| 1990-91      | «Ютіка Девілс»         | АХЛ          | 51               | 2                | 7                | 9                | 26               | --      | --      | --      | --      | --      |
| 1991-92      | «Сан Дієго Галлс»      | ІХЛ          | 70               | 7                | 31               | 38               | 42               | 4       | 0       | 0       | 0       | 0       |
| 1992-93      | «Сан Дієго Галлс»      | ІХЛ          | 42               | 0                | 9                | 9                | 12               | --      | --      | --      | --      | --      |
| Усього в НХЛ | Усього в НХЛ           | Усього в НХЛ | 16               | 0                | 1                | 1                | 8                |         |         |         |         |         |